# Extensible Markup Language
XML, de l'anglès eXtensible Markup Language («llenguatge de marques extensible»), és un metallenguatge extensible, d'etiquetes, desenvolupat pel World Wide Web Consortium (W3C). És una simplificació i adaptació de l'experimentat SGML, i permet de definir la gramàtica de llenguatges específics (de la mateixa manera que HTML és, alhora, un llenguatge definit per SGML). Per tant, XML no és realment un llenguatge en particular, sinó una manera de definir llenguatges per a diferents necessitats. Alguns dels llenguatges que utilitzen XML per a la seva definició són XHTML, SVG, MathML.
XML no ha nascut només per a la seva aplicació a Internet, sinó que es proposa com un estàndard per a l'intercanvi d'informació estructurada entre diferents plataformes. Es pot utilitzar per a bases de dades, editors de text, fulls de càlcul i per moltes altres aplicacions diverses.
XML és una tecnologia senzilla que té al seu voltant altres que la complementen i la fan notablement més extensa, a més de proporcionar-li unes possibilitats molt més grans. En l'actualitat té un paper molt important, ja que permet la compatibilitat entre sistemes, permetent de compartir informació d'una manera segura, fiable i fàcil.

## Història
XML prové d'un llenguatge inventat per IBM als anys setanta, anomenat GML (General Markup Language), i que va ser creat per la necessitat que tenia l'empresa d'emmagatzemar grans quantitats d'informació. Aquest llenguatge va agradar a l'ISO, i el 1986 van començar a treballar per a normalitzar-lo, creant el llenguatge SGML (Standard General Markup Language), que era capaç d'adaptar-se a un ampli ventall de problemes. A partir d'aquest SGML s'han creat altres sistemes d'emmagatzematge d'informació.
L'any 1989 Tim Berners Lee va crear la web i, juntament amb ella, el llenguatge HTML. Aquest llenguatge es va definir en el marc del SGML, i va ser l'aplicació més coneguda d'aquest estàndard. De tota manera, els navegadors web sempre han posat poques exigències al codi HTML que interpreten, i per això les pàgines web són caòtiques i no compleixen estrictament la sintaxi. Aquestes pàgines web depenen, fonamentalment, d'una manera específica d'actuar davant els errors i les ambigüitats, cosa que fa que les pàgines siguin més fràgils i els navegadors més complexos.
Una altra limitació del SGML és que cada document pertany a un vocabulari fix, establert per la DTD (Document Type Definition, Definició del tipus de document). No es poden combinar elements de diferents vocabularis. D'aquesta manera, és impossible per a un intèrpret (per exemple, un navegador) analitzar el document sense tenir coneixement de la seva gramàtica (de la DTD). Per exemple, el navegador sap que abans d'una etiqueta <div> s'ha d'haver tancat qualsevol <p> obert prèviament. Els navegadors ho resolgueren incloent lògica ad hoc per a HTML, en lloc d'incloure un analitzador genèric. Qualsevol de les dues opcions és molt complexa per als navegadors. Va ser llavors quan es va definir un subconjunt del SGML que permetia:
- Combinar elements de diferents llenguatges. És a dir, que els llenguatges fossin extensius.
- La creació d'analitzadors simples, sense cap lògica especial per cada llenguatge.
- Començar des de zero i remarcar que mai s'accepti un document amb errors de sintaxi.

Per tal d'aconseguir-ho, XML deixa de banda moltes característiques del SGML que estaven pensades per a facilitar l'escriptura manual de documents. XML, en canvi, està orientat a fer les coses més senzilles per als programes automàtics que necessiten interpretar el document.

## Estructura d'un document XML
La tecnologia XML busca donar solució al problema d'expressar informació estructurada de la manera més abstracta i reutilitzable possible. Per informació estructurada entenem que es compon de parts ben definides, i que aquelles parts es componen d'altres parts. S'aconsegueix un arbre amb trossos d'informació. Es podria comparar amb un tema musical, que es compon de compassos, i aquests estan formats per notes. Cadascuna d'aquestes parts es diuen elements. Se senyalen mitjançant etiquetes.
Una etiqueta consisteix en una marca feta al document, que senyala una porció d'aquest com un element, un tros d'informació amb un sentit clar i definit. Les etiquetes tenen la forma <nom>, on nom és el nom de l'element senyalat.
A continuació hi ha un exemple per a entendre l'estructura d'un document XML:
```
<?xml version="1.0" encoding="ISO-8859-1" ?>

<!DOCTYPE Edit_Missatge SYSTEM "Llista_dades_missate.dtd" 

[<!ELEMENT Edit_Missatge (Missatge)*>
]>

<Edit_Missatge>

 
<Missatge>

 
<Remitent>

 
<Nom>
Nom
 
del
 
remitent
</Nom>

 
<Mail>
 
Correu
 
del
 
remitent
 
</Mail>

 
</Remitent>

 
<Destinatari>

 
<Nom>
Nom
 
del
 
destinatari
</Nom>

 
<Mail>
 
Correu
 
del
 
destinatari
</Mail>

 
</Destinatari>

 
<Text>

 
<Paràgraf>

 
Aquest
 
és
 
el
 
meu
 
document,
 
amb
 
una
 
estructura
 
molt
 
senzilla.
 
No
 
conté
 
atributs
 
ni
 
entitats...

 
</Paràgraf>

 
</Text>

 
</Missatge>

</Edit_Missatge>

```

Aquí hi ha l'exemple de codi de la DTD del document "Edit_missatge":
```
<?xml version="1.0" encoding="ISO-8859-1" ?>

 
<!-- Aquesta és la DTD de Edit_Missatge -->

<!ELEMENT Missatge (Remitent, Destinatari, Assumpte, Text)*>

 
<!ELEMENT Remitent (Nom, Mail)>

 
<!ELEMENT Nom (#PCDATA)>

 
<!ELEMENT Mail (#PCDATA)>

 
<!ELEMENT Destinatari (Nom, Mail)>

 
<!ELEMENT Nom (#PCDATA)>

 
<!ELEMENT Mail (#PCDATA)>

 
<!ELEMENT Assumpte (#PCDATA)>

 
<!ELEMENT Text (Paragraf)>

 
<!ELEMENT Paragraf (#PCDATA)>

```

### Documents XML ben conformats
Els documents anomenats ben conformats (de l'anglès well formed) són els que acompleixen totes les definicions bàsiques de format i poden, en conseqüència, ésser analitzats correctament per qualsevol analitzador sintàctic (parser) que segueixi la norma. Distingirem aquest concepte del de validesa, que s'explica més endavant.
- Els documents han de seguir una estructura estrictament jeràrquica pel que fa a les etiquetes que delimiten els seus elements. Una etiqueta ha d'estar correctament inclosa dins d'una altra. Els elements amb contingut han d'estar correctament tancats.
- Els documents XML només permeten un element arrel del qual la resta en formin part, és a dir, només poden tenir un element inicial.
- Els valors atributs en XML sempre han d'estar tancats entre cometes simples o dobles.
- L'XML és sensible a majúscules i minúscules. Existeix un conjunt de caràcters anomenats espais en blanc (espais, tabuladors, retorns de carro, salts de línia) que els processadors XML tracten de forma diferent en el marcatge XML.
- És necessari assignar noms a les estructures, tipus d'elements, entitats, elements particulars, etc. En XML els noms tenen alguna característica en comú.
- Les construccions tals com etiquetes, referències d'entitat i declaracions s'anomenen marques; són parts del document que el processador XML espera entendre. La resta del document entre marques són les dades comprensibles per les persones.

### Parts d'un document XML

#### Pròleg
Tot i no ser obligatori, els documents XML poden començar amb unes línies que descriuen la versió XML, el tipus de document i d'altres coses.
El pròleg conté:
- Una declaració XML. És la sentència que declara el document com un document XML.
- Una declaració del tipus de document. Enllaça el document amb la seva DTD, o bé aquesta pot estar inclosa a la mateixa declaració, o ambdues coses al mateix temps.
- Un o més comentaris i instruccions de processament.

#### Cos
A diferència del pròleg, el cos no és opcional en un document XML. Ha de contenir un únic element arrel, característica indispensable també perquè el document estigui ben format.

#### Elements
Els elements XML poden tenir contingut (més elements, caràcters o ambdós), o bé ésser elements buits.

#### Atributs
Els elements poden tenir atributs, que són una manera d'incorporar característiques o propietats als elements d'un document.

#### Entitats predefinides
Entitats per a representar caràcters especials per tal que no siguin interpretats com a marcatge al processador XML.

#### Seccions CDATA
És una construcció en XML per a especificar dades utilitzant qualsevol caràcter sense que s'interpreti com a marcatge XML. Només s'utilitza en els atributs. No s'ha de confondre amb (#PCDATA) que és per als elements.

#### Comentaris
Comentaris de caràcter informatiu per al programador que han d'ésser ignorats pel processador.
Els comentaris en XML tenen el següent format:
```
<!-- Això és un comentari -->

 
<!-- Un altre comentari -->

```

## Validesa
Que un document sigui ben conformat únicament parla de la seva estructura sintàctica bàsica, és a dir que es compongui d'elements, atributs i comentaris com XML mana que s'escriguin. Ara bé, cada aplicació d'XML, és a dir, cada llenguatge definit amb aquesta tecnologia, necessitarà especificar quina és exactament la relació que s'ha de verificar entre els diferents elements presents en el document.
Aquesta relació entre elements s'especifica en un document extern o definició expressada com a DTD o com a Xschema. Crear una definició equival a crear un nou llenguatge de marcat per a una aplicació específica.

### Document type definition (DTD)
El fitxer DTD conté la definició d'elements, atributs i entitats permeses, i pot expressar algunes limitacions per combinar-los.
Els documents XML es consideren vàlids un cop preprocessats per un `parser' (filtre) aplica les definicions del fitxer `DTD', quan coincideixen.

### Declaracions tipus element
Els elements han d'ajustar-se a un tipus de document declarat en un fitxer DTD per tal que el document sigui considerat com a vàlid.

### Models de contingut
Un model de contingut és un patró que estableix els subelements acceptats i l'ordre en què s'accepten.

### Declaracions de llista d'atributs
Els atributs s'utilitzen per afegir informació addicional als elements d'un document.

### Tipus d'atributs
- Atributs CDATA i NMTOKEN.
- Atributs enumerats i notacions.
- Atributs ID i IDREF.

### Declaració d'entitats
XML fa referència a objectes que no han de ser analitzats sintàcticament segons les regles XML, mitjançant l'ús d'entitats. Les entitats poden ser:
- Internes o externes.
- Analitzades o no analitzades.
- Generals o parametritzades.

### XML Schemas
Un Schema és similar a una DTD. Defineix quins elements pot contenir un document XML, com estan organitzats i quins atributs i de quin tipus poden tenir els seus elements.

#### Avantatges dels Schemas davant les DTDs
- Utilitzen sintaxi d'XML, contràriament a la que utilitzen les DTD.
- Permeten especificar els tipus de dades.
- Són extensibles.

#### Eines per a treballar amb documents XML
Qualsevol processador de textos que sigui capaç de produir arxius .txt és capaç de generar XML, encara que en els entorns de desenvolupament com Eclipse o Visual Studio resulta més fàcil, ja que reconeix els formats i ajuda a generar un XML ben conformat.

## Llista de tecnologies XML

### Extended Stylesheet Language (XSL)
El llenguatge de Full d'Estil Extensible (eXtensible Stylesheet Language, XSL) és una família de llenguatges que permeten descriure com els arxius codificats en XML seran formatats (per mostrar-los) o transformats. Hi ha tres llenguatges en aquesta família: XSL Transformations (XSLT), XSL formatting Objects (XSL-FO) i XML Path Language.

### Llenguatge d'enllaç XML (XLINK)
Xlink és una aplicació XML que intenta superar les limitacions que tenen els enllaços d'hipertext en HTML. És una especificació que encara es troba en fase de desenvolupament.

### Altres tecnologies
- Fulls d'estil
- XPointer
- Fulls d'estil en cascada
- JDOM
- SAX
- STAX

Hi ha qui opina que XML és massa pesat per algunes aplicacions i difícil d'editar amb un editor de text simple. Per això val la pena esmentar algunes alternatives més lleugeres i simples.
Els llenguatges de marques lleugeres:
- Simple Outline XML (SOX): És un XML simplificat que es pot convertir sense problemes en XML complet.
- YAML i OGDL: Aquests dos fitxers de text que no estan emparentats amb XML com el SOX, abans comentat.
- BBCode. Té un ús molt restringit, exclusivament per a donar format.
- Slip
- També existeix com a mínim un llenguatge basat en XML en format binari. S'anomena EBML.